# Ławy (przystanek kolejowy)
Ławy – nieczynny przystanek kolejowy w Ławach, w powiecie myśliborskim, w województwie zachodniopomorskim.